# Through the Looking Glass (Di-rect)
"Through the Looking Glass" is een nummer van de Nederlandse band DI-RECT. Op 1 april 2022 verscheen het als single.

## Achtergrond
"Through the Looking Glass" is geschreven door bandleden Bas van Wageningen, Frans van Zoest (Spike), Jamie Westland, Paul Jan Bakker en Marcel Veenendaal in samenwerking met Guus van der Steen en Niels Zuiderhoek en geproduceerd door de band en Zuiderhoek. Acht jaar voordat het werd uitgebracht, schreef Spike al een couplet van het nummer. Vervolgens werd er lange tijd niets mee gedaan, totdat de band besloot om het af te maken. Door critici wordt het nummer vergeleken met het werk van The War on Drugs.
Volgens de band heeft "Through the Looking Glass" een metaforische betekenis; de spiegel wordt gebruikt om te beschrijven dat men in een omgekeerde wereld leeft. Spike vertelde dat het ook deels over de coronacrisis van de voorgaande jaren ging: "Ik denk dat het een metafoor is voor hoe we de afgelopen jaren ook naar de wereld hebben moeten kijken. Weet je wel, je ziet iets bekends, maar de straten zijn leeg, de kroegen zijn stil, de restaurants zijn dicht. Gelukkig komt er nu een periode aan dat we weer kunnen samenkomen en genieten van muziek."
"Through the Looking Glass" werd een grote hit in Nederland. Het bereikte de achtste plaats in de Top 40 en plaats 41 in de Single Top 100. Bij NPO Radio 2 werd het de TopSong. In juli 2022 was het het meest gedraaide nummer op de Nederlandse radiostations. Over heel 2022 gezien was het het meest gedraaide nummer van een Nederlandse act op de Nederlandse radio, en het op twee na meest gedraaide nummer in totaal.

## Hitnoteringen

### Nederlandse Top 40
| Hitnotering: 28-05-2022 t/m 22-10-2022 | Hitnotering: 28-05-2022 t/m 22-10-2022 | Hitnotering: 28-05-2022 t/m 22-10-2022 | Hitnotering: 28-05-2022 t/m 22-10-2022 | Hitnotering: 28-05-2022 t/m 22-10-2022 | Hitnotering: 28-05-2022 t/m 22-10-2022 | Hitnotering: 28-05-2022 t/m 22-10-2022 | Hitnotering: 28-05-2022 t/m 22-10-2022 | Hitnotering: 28-05-2022 t/m 22-10-2022 | Hitnotering: 28-05-2022 t/m 22-10-2022 | Hitnotering: 28-05-2022 t/m 22-10-2022 | Hitnotering: 28-05-2022 t/m 22-10-2022 | Hitnotering: 28-05-2022 t/m 22-10-2022 |
| Week                                   | 1                                      | 2                                      | 3                                      | 4                                      | 5                                      | 6                                      | 7                                      | 8                                      | 9                                      | 10                                     | 11                                     | 12                                     |
| -------------------------------------- | -------------------------------------- | -------------------------------------- | -------------------------------------- | -------------------------------------- | -------------------------------------- | -------------------------------------- | -------------------------------------- | -------------------------------------- | -------------------------------------- | -------------------------------------- | -------------------------------------- | -------------------------------------- |
| Nummer                                 | 34                                     | 32                                     | 29                                     | 26                                     | 21                                     | 17                                     | 16                                     | 16                                     | 15                                     | 13                                     | 13                                     | 12                                     |
| Week                                   | 13                                     | 14                                     | 15                                     | 16                                     | 17                                     | 18                                     | 19                                     | 20                                     | 21                                     | 22                                     |                                        |                                        |
| Nummer                                 | 11                                     | 9                                      | 9                                      | 8                                      | 8                                      | 9                                      | 11                                     | 26                                     | 30                                     | 37                                     | uit                                    |                                        |

### Single Top 100
| Hitnotering: 11-06-2022 t/m 29-10-2022 | Hitnotering: 11-06-2022 t/m 29-10-2022 | Hitnotering: 11-06-2022 t/m 29-10-2022 | Hitnotering: 11-06-2022 t/m 29-10-2022 | Hitnotering: 11-06-2022 t/m 29-10-2022 | Hitnotering: 11-06-2022 t/m 29-10-2022 | Hitnotering: 11-06-2022 t/m 29-10-2022 | Hitnotering: 11-06-2022 t/m 29-10-2022 | Hitnotering: 11-06-2022 t/m 29-10-2022 | Hitnotering: 11-06-2022 t/m 29-10-2022 | Hitnotering: 11-06-2022 t/m 29-10-2022 | Hitnotering: 11-06-2022 t/m 29-10-2022 |
| Week                                   | 1                                      | 2                                      | 3                                      | 4                                      | 5                                      | 6                                      | 7                                      | 8                                      | 9                                      | 10                                     | 11                                     |
| -------------------------------------- | -------------------------------------- | -------------------------------------- | -------------------------------------- | -------------------------------------- | -------------------------------------- | -------------------------------------- | -------------------------------------- | -------------------------------------- | -------------------------------------- | -------------------------------------- | -------------------------------------- |
| Nummer                                 | 81                                     | 79                                     | 78                                     | 65                                     | 60                                     | 58                                     | 57                                     | 56                                     | 53                                     | 47                                     | 45                                     |
| Week                                   | 12                                     | 13                                     | 14                                     | 15                                     | 16                                     | 17                                     | 18                                     | 19                                     | 20                                     | 21                                     |                                        |
| Nummer                                 | 43                                     | 41                                     | 47                                     | 49                                     | 48                                     | 55                                     | 56                                     | 70                                     | 75                                     | 78                                     | uit                                    |

### NPO Radio 2 Top 2000
| Nummer met noteringen in de NPO Radio 2 Top 2000 | '22 | '23 | '24 |
| ------------------------------------------------ | --- | --- | --- |
| Through the Looking Glass                        | 869 | 285 | 311 |

1. ↑  Een vetgedrukt getal geeft de hoogste notering aan.
2. ↑  2022 was het eerste jaar met een notering voor dit nummer.